# Genzyme

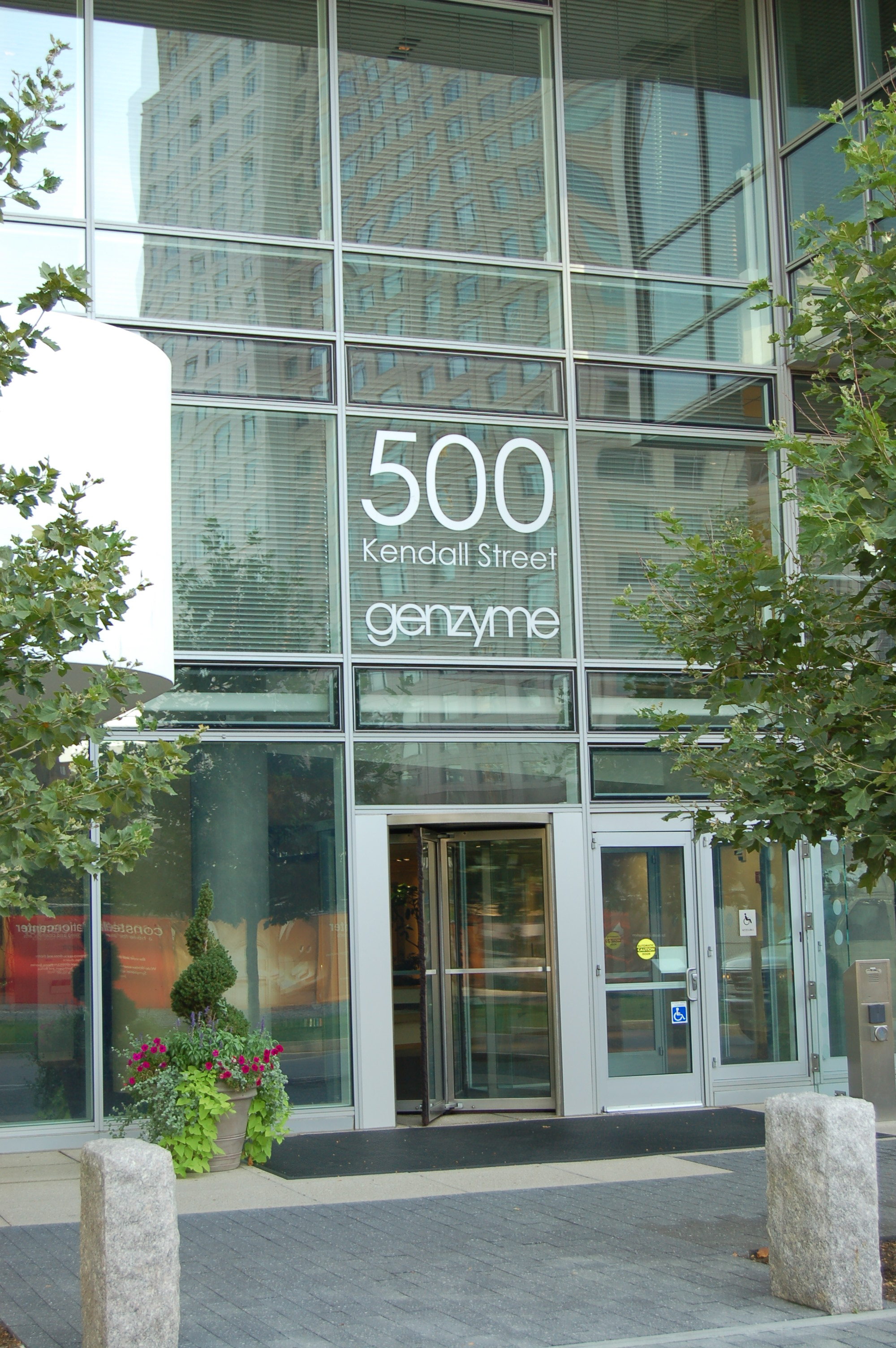

Sanofi Genzyme (anteriomente Genzyme) é uma empresa norte-americana do ramo de biotecnologia fundada em 1981. Trata-se de uma das maiores empresas do mundo na área de biotecnologia farmacêutica.Possui produtos em mais de cem países. A sua sede está localizada em Cambridge, Massachusetts.
Foi comprada pela Sanofi.